# ヨサホイ節
ヨサホイ節（よさほいぶし）は、日本の民謡。「ヨサホイ数え歌」とも呼ばれる。
元歌はまじめな歌であったが、数え歌形式の替え歌になって普及し、現在では春歌やコミックソングとして扱われる。

## 概要
作者は不詳であるが、1924年（大正13年）に広島の演歌師頭領・秋月四郎が歌い始め、その後全国的に広まった。
元歌の歌詞は、

これが別れか　ヨサホイホイ

独りさびしく残るのは　ホイ　わたしゃ死ぬよりまだ辛い　ヨサホイホイ

たとえどんなに　ヨサホイホイ

二人は遠く隔つとも　ホイ　わすれまいぞえおたがいに　ヨサホイホイ

というもので、若い二人の別離が主題になっていた。ところがこの元歌の歌詞は現在ほとんど歌われることはない。全国に広まるうち、「一つ出たわいのよさほいのほい～　二つ～」というような数え歌形式の替え歌になり、若者たちの間でもてはやされてきた。「ヨサホイ節」は日中戦争から太平洋戦争中にかけても、軍隊や芸妓の間でもうたいつがれた。戦後もしたたかに生き延び、学生や若者の酒席の騒ぎ歌として愛唱されてポピュラーな春歌となり「艶笑数え歌」とも名付けられた。1967年、大島渚監督『日本春歌考』の中で春歌の代表のひとつとして取り上げられ、それ以来、特に若者たちに注目を浴びることになった。「春歌」という言葉が定着したのはこの映画以降といわれる。

## ヨサホイ節の替え歌
- 那須湯もみ唄（栃木県那須温泉郷） - 大正時代
- 新ヨサホイ節（桜井としを・中森たつぞ作詞） - 昭和初期
- ゆ - 昭和初期
- 全学連かぞえ唄 - 1960年代